# Los elixires del diablo
Los elixires del diablo es una novela del escritor romántico alemán E. T. A. Hoffmann, publicada entre 1815 y 1816. Impresionado por el éxito de El Monje, de Matthew Lewis, Hoffmann escribe Los elixires adaptando sus temas característicos a las formas propias del folletín y la novela gótica. Publicado en 1815, la idea básica de la historia fue adoptada de la novela El monje de Matthew Lewis, que a su vez se menciona en el texto.
Aunque el propio Hoffmann no era particularmente religioso, quedó tan impresionado por la vida y el ambiente en una visita a un monasterio de la Orden de los Hermanos Menores Capuchinos, que decidió escribir la novela en ese entorno religioso. Como es característico de Hoffmann, escribió la novela completa en solo unas pocas semanas. Algunos críticos literarios describen Los elixires del diablo como pertenecientes al género de la novela gótica (llamada Schauerroman en alemán). Se puede clasificar en el subgénero del romanticismo oscuro.

## Argumento
La novela nos presenta a un personaje excepcional, el monje Medardo, que pertenece a una familia marcada por el pecado, pero también por la gracia divina. Arrastrado por su destino, Medardo, hasta entonces modelo de virtud, prueba los elixires que dan título al libro, una reliquia que según la devoción popular se remonta a san Antonio. A partir de ese momento, la vanidad y la lujuria corrompen su alma. Abandona el convento y al borde de un precipicio topa con un personaje sorprendentemente parecido a él: es el conde Victorino. Medardo arroja al conde al abismo y adopta su identidad. A partir de ese momento, trata de huir de su verdadero yo, pero sufre la persecución de un doble fantasmal que en ocasiones parece una ilusión de su mala conciencia, pero otras veces es de carne y hueso. En todo momento, el Diablo inspira a Medardo nuevos crímenes y le ayuda a escapar con audacia de sus perseguidores. El amor trágico por Aurelia, una joven de apariencia angelical, lleva a Medardo a intentar redimirse, pero solo tras terribles penitencias queda libre de la influencia del Maligno. Los personajes principales de la trama resultan estar unidos por lazos familiares: forman parte de una misma estirpe, condenada al pecado y el sufrimiento. Solo con la muerte de todos sus descendientes quedará libre el fundador de la familia, un misterioso pintor que aparece y desaparece de la vida de Medardo a lo largo de la novela y que resulta ser su tatarabuelo.